# Delpinoina
Delpinoina är ett släkte av svampar. Delpinoina ingår i familjen Ascodichaenaceae, ordningen Rhytismatales, klassen Leotiomycetes, divisionen sporsäcksvampar och riket svampar.
|            | Pseudophacidium                         |
|            |                                         |
| Delpinoina | \| \| Delpinoina lusitanica \| \| \| \| |
|            | \| \| Delpinoina lusitanica \| \| \| \| |
|            | Ascodichaena                            |
|            |                                         |
|            | Dichaena                                |
|            |                                         |
|            | Macroallantina                          |
|            |                                         |
|            | Delpinoina lusitanica                   |
|            |                                         |

|  | Delpinoina lusitanica |
|  |                       |